# جوني نيد آدامز
جوني نيد آدامز هو طيار وشخصية أعمال وسياسي كندي، ولد في 1960 في كوجواك في كندا.